# Croque-madame
Un croque-madame, o croquemadame, è un sandwich grigliato al prosciutto e formaggio (generalmente emmental o gruviera), con un uovo fritto adagiato sopra la fetta di pane superiore.
Variante del croque-monsieur, ha le sue origini nella cucina francese.